# Khám phá cơ thể người
Khám phá cơ thể người (Tiếng Hàn: 인체탐험대; Hanja: 人體探險隊; Tiếng Anh: Explorers of the Human Body, hay Exploring the Human Body, gọi tắt là EHB) là một trong 3 chương trình truyền hình thuộc series "Good Sunday", loạt show truyền hình chiếu vào mỗi tối chủ nhật vào lúc 5h30 tối theo giờ Hàn Quốc trên kênh SBS. Chương trình hướng đến mục tiêu là giải đáp hết những thắc mắc về cơ thể con người, với sự tham gia kiểm chứng bằng thực nghiệm của các thành viên Super Junior. Chương trình thành công trong việc thu hút một lượng lớn người xem nhờ vào tính hài hước và nội dung đầy tính giáo dục của nó. 

## Giới thiệu
Sau khi loạt chương trình nổi tiếng "X-Man" và "Reverse Drama" kết thúc, chương trình "Good Sunday" của SBS đã quyết định thực hiện một chương trình có tính giáo dục mới, giới thiệu với khán giả về cơ thể con người. Shin Dong-yup được chọn là MC chính, các thành viên Super Junior là những khách mời thường xuyên và cùng dẫn chương trình. Tỉ lệ người xem show này là cao nhất trong số 3 show được phát sóng thuộc loạt chương trình Good Sunday do tính giáo dục đi kèm với giải trí của nó. Đây cũng là chương trình nhiều tập đầu tiên và duy nhất có sự xuất hiện thường xuyên và đầy đủ tất cả các thành viên của Super Junior cho đến nay.
Mỗi tập là một chủ đề khác nhau trong việc khám phá sự bí ẩn của cơ thể con người. Trong tập đầu tiên liên quan đến vị giác và thị giác, các thành viên Super Junior đã phải thử vị cay của ớt và một loại trà cực kỳ đắng để kiểm tra vị giác. Các thành viên cũng kiểm tra thị giác bằng vài thí nghiệm về mắt. Nhiều tập không chỉ đơn giản là kiểm tra đặc tính sinh học của cơ thể, trong đó tập 6 thì nghiên cứu về khả năng giữ thăng bằng còn tập 8 lại liên quan đến việc khóc và nước mắt.

## Tóm tắt các tập

### Tập 1: Vị giác & Thị giác
Vắng mặt: Kyuhyun
Lưỡi & Vị giác
- Trà để thử vị giác: Yong Dam (loại trà thảo dược có vị đắng)
- Sấy khô và làm lạnh cho tê lưỡi
- Độ nhạy của vị giác
- Loại ớt thử vị giác: Ớt Chungyang của Hàn Quốc, ớt Prik ki nu của Thái Lan, Ớt Habanero của Mexico, Ớt Bhut Jolokia của Ấn Độ.

Mắt và đánh lừa thị giác
- Tìm điểm khác biệt: nháy liên tục hai bức ảnh gần giống nhau trên màn hình.
- Đánh lừa thị giác: thay đổi bác sĩ để xem các thành viên có nhận ra không.

### Tập 2: Dạ dày
Vắng mặt: Kyuhyun
- MC phụ: Shindong

Hệ tiêu hóa, thức ăn di chuyển trong hệ tiêu hóa
- Nuốt thức ăn trong khi trồng cây chuối
- Ăn thêm món tráng miệng sau khi đã quá no
- Uống bia và nước

### Tập 3: Kiểm tra sức mạnh - phần 1
Vắng mặt: Kyuhyun và Heechul
- MC phụ: Eunhyuk
- Thi vật tay
- Kích thích cơ bằng dòng điện

### Tập 4: Kiểm tra sức mạnh - phần 2
Vắng mặt: Kyuhyun, Heechul (đầu và cuối tập) và Han Geng (cuối tập)
- MC phụ: Eunhyuk
- Nâng tạ, ngửi mùi Amonia và sử dụng bột Magie cacbonat
- Nhảy xa, sử dụng những quả bóng Golf và dán ngón chân bằng băng dính.
- Nâng ai đó chỉ bằng những ngón tay

### Tập 5: Tiếng cười
Vắng mặt: Kyuhyun và Heechul
- MC phụ: Siwon
- Khí cười / Đinitơ oxit
- Tại sao tiếng cười dễ lây lan?
- Cười có tác dụng như tập thể dục
- Cách để kiềm chế tiếng cười: muối tự nhiên, kéo phần da/phần mỡ dưới cổ, cắn vào bên trong má, ấn vào các huyệt trên cơ thể.

### Tập 6: Thăng bằng
Vắng mặt: Kyuhyun, Kangin, Yesung và Heechul (đầu tập)
- MC phụ: Shindong
- Khả năng giữ thăng bằng
- Máy quay tự động đếm vòng
- Lấy lại khả năng giữ thăng bằng sau khi bị quay bằng cách nhai mực khô, giữ những quả bóng nhôm, và phương pháp định điểm.

### Tập 7: Tính mềm dẻo
Đây là tập đầu tiên mà Kyuhyun tham gia.
- MC phụ: Heechul
- Cải thiện độ mềm dẻo của cơ thể để xoạc chân: cuốn hai ngón chân đầu tiên của mỗi bàn chân lại với nhau bằng sợi dây chun, làm tư thế đá cầu 10 lần, đánh vào bắp chân theo tư thế Cưỡi ngựa.
- Cải thiện tính mềm dẻo và sức mạnh của cơ lưng: tư thế châu chấu (từng xuất hiện trong phim "Ông già").
- Cải thiện tính mềm dẻo trong việc cúi gập người: Điệu nhảy bạch tuộc, và mát-xa xương sườn.
- Các thành viên Super Junior cũng cố gắng thử chui vào chiếc hộp có kích thước 58 cm x 53 cm x 53 cm sau sự biểu diễn của hai nghệ sĩ uốn dẻo Trung Quốc.

### Tập 8: Nước mắt
- MC phụ: Ryeowook
- Camera tốc độ cao
- Diễn những cảnh xúc động
- Chia ra làm 2 đội để lấy nước mắt: Đội hành & hạt tiêu, đội quạt
- So sánh độ mặn giữa nước mắt do cảm xúc và nước mắt do kích thích.
- Camera ẩn để lấy nước mắt do cảm xúc của Ryeowook & Eunhyuk.

### Tập 9: Phản xạ - phần 1
Tập đầu tiên có sự xuất hiện của TVXQ với tư cách khách mời đặc biệt để tham gia cùng Super Junior.
- Đo tuổi phản xạ bằng cách tóm lấy chiếc thước kẻ.
- So sánh tốc độ phản xạ của DBSK và Super Junior.
- 3 thành viên nhanh nhất của mỗi nhóm sẽ thi đấu đối kháng trong những trận bóng ném 1:1.

### Tập 10: Phản xạ - phần 2
Tập thứ hai với sự xuất hiện của khách mời đặc biệt DBSK cùng dẫn với Super Junior.
- Các thành viên DBSK nếm thử những loại ớt cay nhất thế giới (như SJ đã làm trong tập 1).
- DBSK và Super Junior thử khả năng nhảy lên theo chiều thẳng đứng.
- DBSK và Super Junior đối đầu trong việc bắt những quả bóng rơi ở độ cao 7m với khoảng cách xa từ 7-10m

### Tập 11: Bắn cung
Vắng mặt: Han Geng, Siwon (cuối tập)
- Chia làm hai đội (một đội sẽ bắn tên vào mục tiêu di chuyển và một đội sẽ tìm cách bắt/chém những mũi tên)
- Đội 1: Heechul, Kangin, Shindong, Kibum, Kyuhyun, Siwon
- Đội 2: Leeteuk, Yesung, Sungmin, Eunhyuk, Donghae, Ryeowook

### Tập 12: Hô hấp dưới nước
Vắng mặt: Siwon
- Chia thành hai đội (một đội sẽ dùng các công cụ phụ trợ và một đội sẽ trao đổi không khí dưới nước)
- Đội 1: Leeteuk, Heechul, Shindong, Donghae, Kibum, Kyuhyun
- Đội 2: Han Geng, Yesung, Kangin, Sungmin, Eunhyuk, Ryeowook
- Đội 1 thử tài nhịn thở với nhóm Múa nghệ thuật dưới nước, còn đội 2 cũng thử múa nghệ thuật.
- Phương pháp của đội 1: Sử dụng một công cụ hỗ trợ cho việc thở dưới nước.
- Phương pháp của đội 2: Trao đổi không khí dưới nước bằng miệng.

### Tập 13: Khứu giác loài chó
Vắng mặt: Han Geng (đầu tập), Siwon (cuối tập)
- Mặc bộ đồ đặc biệt để thử tài chó cảnh sát
- Kiểm tra khứu giác loài chó và so sánh với khứu giác người
- Làm quen với các chú chó và thảo luận về việc đánh lừa khứu giác loài chó.
- 30 phút truy tìm những tên tội phạm bỏ trốn bằng cách đánh hơi.
- Đội 1 (Cảnh sát): Leeteuk, Heechul, Donghae, Kibum, Kyuhyun, Siwon, Sungmin
- Đội 2 (những kẻ bỏ trốn): Yesung, Kangin, Eunhyuk, Ryeowook, Shindong, Han Geng

## Kết thúc phần đầu tiên
Do lịch làm việc bận rộn của Super Junior, tập cuối cùng trước khi chương trình tạm dừng đã được lên sóng vào ngày 3 tháng 2 năm 2008. Một chương trình mới, "Find Mr. Kim" (Tìm ông Kim) đã thay thế tạm thời chương trình này trong 3 tuần.
Sau đó, các nhà sản xuất lại thông báo rằng không phải chương trình tạm dừng, mà là kết thúc hẳn phần một với 13 tập. Super Junior đã rời khỏi chương trình vì còn bận rộn với các lịch trình và đang gấp rút chuẩn bị cho chuyến lưu diễn châu Á Super Show. Tuy nhiên, đại diện phía nhà sản xuất đã nói rằng, nếu có cơ hội thì họ sẽ cân nhắc về việc làm tiếp phần hai. Một chương trình tạp kĩ khác có tên Change, được dẫn bởi Lee Hyori và Shin Dong-yup với Noh Hongchul, Kangin, Son Ho-young và Min Kyung-hoon là khách mời thường xuyên, đã được phát sóng thay thế.